# Caitlin Dijkstra
Caitlin Dijkstra (Breda, 30 januari 1999) is een Nederlands voetbalspeelster, die sinds 2024 uitkomt voor  VfL Wolfsburg. Hiervoor speelde zij drie seizoenen bij AFC Ajax en drie seizoenen bij FC Twente.

## Clubcarrière
Dijkstra speelde tot haar zestiende voor RKVV JEKA waarna zij drie jaar voor CTO Eindhoven uitkwam.
Haar vader Meindert Dijkstra was ook profvoetballer.
Dijkstra maakte in 2018 de overstap naar Ajax. In een Champions Leaguewedstrijd tegen Olympique  Lyon maakte Dijkstra haar debuut voor de Amsterdammers. Vlak daarna volgde op 21 oktober 2018 voor Dijkstra haar debuut in de Vrouwen Eredivisie door in de basis te starten in een thuiswedstrijd tegen Excelsior. 
Na drie seizoenen verliet ze Amsterdam voor een overstap naar FC Twente. Met FC Twente werd Dijkstra zowel in het seizoen 2021/22 als het seizoen 2023/23 landskampioen van de Vrouwen Eredivisie. In 2023 tekende ze een contract bij het Duitse VfL Wolfsburg, maar kwam ze in het seizoen 2023/24 op huurbasis uit voor FC Twente. In het seizoen 2024/25 komt ze uit voor Die Wölfinnen, maar door een blessure moest ze haar debuut uitstellen.

## Interlandcarrière
Voor Oranje O19 speelde Dijkstra 26 interlands, en scoorde ze eenmaal.
Dijkstra debuteerde op 29 november 2021 voor het Nederlands vrouwenvoetbalelftal, zij speelde de hele wedstrijd tegen Japan. In haar tweede interland tegen Finland maakte zij haar eerste goal.

## Statistieken
| Seizoen | Club          | Land      | Competitie | Wedstrijden | Doelpunten |
| ------- | ------------- | --------- | ---------- | ----------- | ---------- |
| 2018/19 | Ajax          | Nederland | Eredivisie | 14          | 0          |
| 2019/20 | Ajax          | Nederland | Eredivisie | 7           | 0          |
| 2020/21 | Ajax          | Nederland | Eredivisie | 17          | 0          |
| 2021/22 | FC Twente     | Nederland | Eredivisie | 22          | 3          |
| 2022/23 | FC Twente     | Nederland | Eredivisie | 20          | 4          |
| 2023/24 | VfL Wolfsburg | Duitsland | Bundesliga | 0           | 0          |
| 2023/24 | → FC Twente   | Nederland | Eredivisie | 22          | 1          |
| 2024/25 | VfL Wolfsburg | Duitsland | Bundesliga | 0           | 0          |
| Totaal  | Totaal        | Totaal    | Totaal     | 102         | 8          |

Bijgewerkt op 7 november 2024.
1: Van Domselaar ·
2: Wilms ·
3: Van der Gragt ·
4: Nouwen ·
5: Dongen ·
6: Roord ·
7: Beerensteyn ·
8: Spitse ·
9: Snoeijs ·
10: Van de Donk ·
11: Martens · 12: Bayings · 13: R. Jansen · 14: Groenen · 15: Dijkstra · 16: Kop · 17: Pelova · 18: Casparij · 19: Kaptein · 20: Janssen · 21: Damaris · 22: Brugts · 23: Weimar · Coach: Jonker